# NGC 6721
NGC 6721 (również PGC 62680) – galaktyka eliptyczna (E), znajdująca się w gwiazdozbiorze Pawia. Odkrył ją John Herschel 12 lipca 1834 roku.